# Ngai
Ngai (Varianten: Enkai, En-kai, Engai, Eng-ai, Mweai) ist der Gott der monotheistischen Religionen der Kamba, Kikuyu und Massai in Afrika.

## Kikuyu
Für die Kikuyu lebt Ngai am für sie heiligen Mount Kenya.

## Massai
Bei den Massai ist Ngai auch der Gott des Regens und Schöpfer allen Viehs. Er hat seinen Sitz in den Wolken oder auf dem heiligen Berg Ol Doinyo Lengai.